# 2007年友誼快線爆炸案
2007年友誼快線爆炸案發生於2007年2月19日子夜前後的恐怖襲擊，案中來往印度德里和巴基斯坦拉合爾的薩姆豪塔快線（又稱友誼快線）
發生爆炸，69人死亡，數十人受傷。 死者中大部分為巴基斯坦平民，其餘為印度平民和守衛列車的印裔軍裝人員。當列車剛駛過印度城市巴尼伯特（Panipat）的Diwana車站時，第10和第11號車廂發生爆炸，距離新德里北面僅90公里。事後在爆炸車廂內發現裝有爆炸裝置、易燃物品的手提包，有3個炸彈仍未引爆。其中一個手提包裝有1枚未引爆的炸彈、裝在透明膠盒內的電子計時器及盛有燃油和化學物的膠樽。 
其餘8個未受影響車卡其後照原訂路線駛往拉合爾。
印巴政府均譴責事件，並推測事件有意阻礙雙方改善關係，因為事件正正發生在巴國外長胡爾希德·卡蘇里訪問新德里尋求重開兩國和平談判的前一天。 

## 各國反應

### 印度
印度鐵道部長拉鲁·普拉萨德·亚达夫譴責事件。他宣布賠償方案，死者家屬獲賠Rs. 1,000,000（約US$22,750），傷者獲賠Rs. 50,000。印度內政部長希夫拉傑·維什瓦納特拉奧·帕蒂爾稱「幕後黑手與和平作對，並企圖破壞印度與鄰國改善中的關係」。印度總理曼莫汉·辛格表示「痛苦和悲傷」，又聲言會抽出幕後主腦。印度外長承諾向受影響巴國旅客的家屬發出簽證。印度分析家認為，事件不會影響印巴和平進程。

### 巴基斯坦
巴基斯坦政府的反應與印度類似，外長胡尔希德·卡苏里指事件是恐怖活动，但不會阻礙他出訪印度的行程，又指應加快印巴和平進程。巴基斯坦總統佩尔韦兹·穆沙拉夫說：「類似的恐怖活動只會使雙方更堅定地達致彼此持續和平。」他又相信印度會徹底調查事件。 

### 英國
英國外交及聯邦事務部國務大臣金·豪尔斯是「極度羞恥」的行為，又指英國會提供一切印巴兩國要求的協助，以將襲擊的幕後主腦繩之於法。英籍巴裔社群團體稱襲擊是「卑鄙的行為」，要求儘快調查事件。

### 美國
白宮譴責事件，白宮發言人代表美國政府向慘劇受害者致以慰問，又讚揚印巴兩國領袖，同時譴責意圖破壞兩國改善關係的人。

## 調查
印度警方指出，手提包炸彈襲擊作案者起碼4至5人，有可能與武裝分子有關聯。警方又發出兩名疑犯的拼圖，該兩人在爆炸發生前15分鐘離開列車。其中一人年齡約35至36歲，體型較胖，深色皮膚，有鬍子，另一人年齡約26至27歲，頭戴圍巾，兩人均操印度語。另一巴藉人士亦被盤問，當時他飲醉酒，將其中一個裝有炸彈的手提包拋出車外。

## 參閱
- 2006年7月11日孟買火車連環爆炸案

## 附註
1. ↑  （乌尔都文） . BBC. 2007-02-20  [2007-02-21]. （原始内容存档于2007-02-22）. Retrieved on Feb. 20, 2007
2. 1 2 3  . BBC News. 2007-02-19  [2007-02-21]. （原始内容存档于2019-06-04）. Retrieved on Feb. 19, 2007
3. 1 2  Muneeza Naqvi. . 美聯社. 2007-02-19  [2007-02-21]. （原始内容存档于2012-05-25）. Retrieved on Feb. 19, 2007
4. ↑  . Islamic Republic News Agency. 2007-02-20  [2007-02-21]. （原始内容存档于2007-02-24）. Retrieved on Feb. 20, 2007
5. 1 2  Y.P. Rajesh. . Reuters. 2007-02-19  [2007-02-21]. （原始内容存档于2007-03-01）. Retrieved on Feb. 19, 2007
6. ↑  Hitender Rao. . Hindustan Times. 2007-02-19  [2007-02-21]. （原始内容存档于2007-02-21）. Retrieved on Feb. 19, 2007
7. ↑  Alok Pandey, Rati R, Sushmit Sengupta, Vikram Chowdhury. . NDTV. 2007-02-19  [2007-02-21]. （原始内容存档于2007-02-21）. Retrieved on Feb. 19, 2007
8. ↑  Praveen Swami. . The Hindu. 2007-02-19  [2007-02-21]. （原始内容存档于2007-02-21）.
9. ↑  . NDTV News. 2007-02-19  [2007-02-21]. （原始内容存档于2019-08-21）. Retrieved on Feb. 19, 2007
10. ↑  Siddharth Varadarajan. . The Hindu. 2007-02-20  [2007-02-21]. （原始内容存档于2007-02-21）. Retrieved on Feb. 19, 2007
11. 1 2  . Reuters News. 2007-02-19  [2007-02-21]. （原始内容存档于2007-02-21）. Retrieved on Feb. 19, 2007
12. 1 2  . Associated Press of Pakistan. 2007-02-19  [2007-02-21]. （原始内容存档于2007-09-27）. Retrieved on Feb. 19, 2007
13. ↑  . Reuters. 2007-02-19.[] Retrieved on Feb. 19, 2007
14. ↑  . Press Trust of India. 2007-02-20  [2007-02-21]. （原始内容存档于2008-05-23）. Retrieved on Feb. 20, 2007
15. 1 2 3  . Reuters. 2007-02-20  [2007-02-21]. （原始内容存档于2007-02-22）. Retrieved on Feb. 20, 2007
16. ↑  . Sky News. 2007-02-20  [2007-02-21]. （原始内容存档于2008-12-04）. Retrieved on Feb. 20, 2007